# Campichthys
Campichthys är ett släkte av fiskar. Campichthys ingår i familjen kantnålsfiskar.
Kladogram enligt Catalogue of Life:
| Campichthys | \| \| Campichthys galei \| \| \| \| \| \| Campichthys nanus \| \| \| \| \| \| Campichthys tricarinatus \| \| \| \| \| \| Campichthys tryoni \| \| \| \| |
|             | \| \| Campichthys galei \| \| \| \| \| \| Campichthys nanus \| \| \| \| \| \| Campichthys tricarinatus \| \| \| \| \| \| Campichthys tryoni \| \| \| \| |
|             | Campichthys galei |
|             | |
|             | Campichthys nanus |
|             | |
|             | Campichthys tricarinatus |
|             | |
|             | Campichthys tryoni |
|             | |